# Ochradenus
Ochradenus es  género de plantas herbáceas de la familia Resedaceae. Tiene unas 14 especies.

## Taxonomía
Ochradenus fue descrito por Alire Raffeneau Delile y publicado en Flore d'Egypte, exporation des planches 236, t. 31, f. 1, en el año 1813. La especie tipo es: Ochradenus baccatus Delile.  

## Especies
- Ochradenus arabicus Chaudhary, Hillc. & A.G.Mill.
- Ochradenus aucheri Boiss.
- Ochradenus baccatus Delile
- Ochradenus boissieri Müll.Arg.
- Ochradenus dewittii Abdallah
- Ochradenus gifrii Thulin
- Ochradenus harsusiticus A.G.Mill.
- Ochradenus minor Müll.Arg.
- Ochradenus ochradeni (Boiss.) Abdallak
- Ochradenus randonioides Abdallah
- Ochradenus rostratus Ehrenb. ex Müll.Arg.
- Ochradenus socotranus A.G.Mill.
- Ochradenus somalensis Baker
- Ochradenus spartioides (Schwartz) Abdallak